# Iショット
iショット（i-shot、アイショット）は、NTTドコモのiモードメールにおける画像送受信サービスの名称である。

## 概要
カメラ付き携帯電話を用いて撮影した画像をメールで送受信できる。
2000年12月にサービスインしたカメラ付き携帯電話によるJ-PHONEの「写メール」および、外付け型の小型デジタルカメラを接続する形で撮影画像を添付メールで送信する事が可能なauやfeel H"の提供開始から1年半以上経過した2002年6月に、movaにおける初のカメラ付き携帯電話端末SH251iの発売と同時にサービスインした。
movaにおけるiモードメールには「ファイル添付」という概念が存在せず、1・2バイト文字のテキストしか送受信ができない。そのため、iショット開始以前は、movaでiモードを使って画像をやりとりするには、何らかのWebサーバに画像をアップロードし、そのURLを相手へiモードメールで通知し、そのURLでもって表示された画像を「保存」させる方法（簡易なオンラインストレージまたは個人利用のFTPサーバ等を介する方法）しか無かった。これは自作のメロディやiアプリ等のやりとりについても同様であった。例えば、NTTドコモが出資しているアイ・ビー・イー・ネット・タイム運営による「スナップメール」（後述）や、勝手サイトで運営されていたいわゆる「画像付きメール媒介サイト」（例：J-PHONEの写メールユーザが写真添付したメールをサイトへ送信し、iモードユーザがメールでURLを受け取り画像を閲覧・保存する）がそれで、一応はiモードを使っての画像のやりとりではあるが直接的ではなく、「写メール」のようにmovaで撮影した写真をそのまま添付してメールを送信することはできなかった。
但し、2001年にサービスインしたFOMAでは当初から、事実上ドコモ初のカメラ付き携帯電話であるP2101Vというビジュアル端末を発売しており、iモードメールでの添付ファイルの送受信を許容（初期は10キロバイト以下）していた事から、写真付きメールなどマルチメディアを求めるユーザをFOMAへ誘導する狙いがあったとみられる。iショット登場以前のFOMAでは「画像添付メール」などと表記されており、動画のやりとりを行うiモーションよりは簡単な仕組みとも思える「iショット」が後から提供された事になる。しかしながら、当時はFOMA契約者数の伸びは大きくなかったため、相当数の契約者を抱えており、また当分の間は全面移行（廃止）する予定のなかったmovaでも、他社との競合から早急に画像付きメールの必要に迫られ、iショットサービスの開始に踏み込んだとする見方もある。
添付できない画像をメールでURL通知させWebサイトで表示する仕組みはスナップメール等で既に実用化されていたが、後に登場した「iモーションメール」（iモーション添付メール）をはじめとする大容量添付ファイルをiモードセンターで一時保存したり、デコメール非対応端末向けのWeb表示機能などにも応用されている。

## 仕組み

### mova
movaのiショットは、2000年にサービスインしていた「スナップメール」と手段が一部酷似しているが、メールの作成・送信手順は通常のiモードメールに画像ファイル添付の操作を加えただけであり、複雑な仕組みを意識せずとも使えるように工夫されている。
mova同士の場合、送信者はiショット対応mova機種で撮影したJPEG画像（「iショットS/L」と言う指定サイズ）を添えた「iショットメール」を受信者へ送信する。これは実際には「iショットセンター」（現在はiモードセンターへ統合）へ回線交換方式で送信されることになり、これを受信したiショットセンターは本来の送信先へ「iショットメール」としてメール本文とURLを通知する。このURLについてWebTo機能で接続すると、保存された画像が表示されるので閲覧、必要に応じて保存する。画像の保管期間は送信から10日間であり、この間に閲覧・保存する必要がある。
また、画像を添付して直接送信することが可能なFOMA、PC、他キャリアの携帯電話やPHSからmovaとのやりとりについては、これらから送信した場合も、画像自体はiショットセンターに保管され、メール本文と閲覧URLが「iショットメール」としてmova宛に送られる。ファイルサイズは500キロバイトまで送信可能であるが、iモードセンターで10キロバイト以下のJPEGファイルに変換されることになる。逆にこれらが受信者となる場合、movaから送信されたメールは、iショットセンターへiショットメールを送信する事になるがこれも表向きは意識されることなく、最初から画像ファイルを添付したメールが相手へ届く（ウェブ接続は必要ない）。なお、au・TU-KA宛へ送信した場合はPNG形式に変換される等の機能がある。
上述の通り、iショットメール送信時は、iモードメールのパケット通信方式（DoPa網）による接続ではなく、回線交換方式によるデータ通信となっており、FOMAとは異なり、通信時間に応じて従量課金される。

### FOMA
movaのiショットとは異なり、通常のメールと同じくパケット通信で送受信され、パケット量に応じて課金となる（iモーション等も同様）。
10キロバイトまでの画像ファイルは直接メールに添付された状態で受信される。但し送信先がmovaの場合は前述の通りである。10キロバイトを超えた画像ファイルは機種の世代によって上限が異なっている。903iシリーズ以降の大容量メール対応機種の場合は5メガバイトまで対応し、100キロバイト前後までなら添付された状態で届く。サイズによってはiモードセンターに保管となり、ファイル名を選択してダウンロードすることになる。
901iから902i/702iシリーズまでの機種では、500キロバイトまでの送受信に対応する。
2051・2751・2102V・900iシリーズ同士では、相手先のiモードアドレスのドメインを「@p.docomo.ne.jp」にすることで、10キロバイト以上100キロバイトまでの送信に対応する。この場合、iモードセンターで20キロバイト以下に変換され、iモーションメール同様にメール本文に閲覧URLが追記される。PC等へはそのまま100キロバイトまで送信が可能である。
2001年から2002年までに発売されたFOMAの所謂第1世代端末（N2001・D2101Vなど）では、10キロバイトまでのファイルしか送受信ができず、超過した場合はmovaのiモードと同じく「添付ファイル削除」が本文に追記される。
デコメールおよびHTMLメール対応機種間の場合は、本文内に画像を貼り付けて添付する事も可能である。
サービス開始当初（2003年ごろまで）は単に（FOMA）画像メールであり事実上のサービス名統一により改名となった。

## スナップメール
運営はアイ・ビー・イー・ネット・タイム。2000年にドコモが発売した小型デジタルカメラを装備したメール端末「キャメッセ」（東芝製）「キャメッセボード」（セイコーエプソン製）における専用プロバイダ、「リトルアンジュ」のサービスである。iモードメール宛に画像付きメールが送れる準公式サービスであり、商標はドコモが保有していた。SMTP/POP方式とは異なる独自の通信プロトコルを用いて画像を送受信する。
キャメッセやPC宛へ送信する場合、画像は直に添付ファイルとして送受信させ、iモードのドメイン宛へは添付したメールの画像をスナップメールのサーバーで一時的に保管し、同サーバから相手先のiモードメールにメールの画像が保管されているURLが送信され、Web（勝手サイト）上で閲覧と保存が出来る。
iショットとFOMAの普及、キャメッセユーザの減少などから、2004年を以てリトルアンジュが事業終了・サービス中止しており、現在は利用できない。